# ピー・ビー・ビー
ピー・ビー・ビー有限会社（英文社名；P B B Co.,Ltd）は、東京都渋谷区にかつて存在した日本の芸能プロダクション。

## 沿革
- 2003年6月 - クリエイジェント株式会社のグループ会社として柴田大輔が東京都渋谷区神南1-5-7 APPLE OHMIビル5Fに設立。
- 2004年7月 - 事務所を東京都渋谷区神南1-17-9 川合ビル302へ移転。
- 2005年6月 - 事務所を東京都渋谷区桜丘町15-14 フジビル40 6Fへ移転。
- 2012年5月現在、ホームページは閲覧可能であるが、掲載されているタレントが既に芸能界を引退していたり、他の芸能プロダクションへ移籍していること、さらに出演情報も2010年9月27日で止まっていることから、事実上の解散状態である[1]。また、クリエイジェント株式会社も既に解散している。

## 概要
会社名のP.B.Bは『Pretty Bust Bust（プリティバストバスト）』の略で、設立当初に運営していたモバイルサイトの名称でもあった。企業理念は「圧倒的な新人開発力におけるヒューマンコンテンツの創出 」。

## かつて所属していたタレント
| - あいか - 相内瞳 - 藍田舞 - 茜あい（元AKBN 0） - ARISA - 生駒エリコ - 石井めぐる - 石川小百合 - 泉カイ - eriko - 王崎まりな - 大塚麻央 - 岡本よしみ - 小野寺薫 - 加藤悠 - 河崎夏実 - 河原江里奈 - 菊池彩夏 - 木花望 - 木部香菜絵 - 黒坂カズシ | - こんのあい - 今野瞳 - 坂本りおん - 佐久間千佳（別名：咲間千佳） - 迫田朋美 - 佐々木晴香 - さとうさや - 佐藤まひな - 新地芽依 - セイン・カミュ - 高木加織 - 田中あゆ美 - 出口洋平 - 長澤こうね - 中島早耶 - 葉月アヤカ - 花桐有希 - 春菜 - 半澤明日香 - 日向夏実 - 平塚夕貴 | - 平出杏 - 平野リサ - 藤川歩菜 - 藤崎まい - ほしの智世 - 松嶋莉絵子 - 松原渓 - 松本紫甫 - 真鍋摩緒 - 美咲みお（別名：相葉美桜） - 水野アイラ - 村田唯 - megabucks girlz - 桃花 - 森由佳（別名：森祐佳） - 柳川菜美 - 山岡竜弘 - 山本愛 - 結城なつみ - 渡辺さくら - うょち〜し - 「C調バトら〜ず」から生まれた女性アイドルグループ |

## 関連会社
- クリエイジェント株式会社

設立:2001年7月16日、代表取締役:柴田大輔、所在地:東京都渋谷区桜丘町15-14 フジビル40 2F
- クリエンター株式会社

設立:2002年10月10日、所在地:東京都渋谷区桜丘町15-14 フジビル40 6F
- クリオス株式会社
- 空創株式会社
- みなくる株式会社

代表取締役:柴田大輔、所在地:東京都渋谷区桜丘町15-14 フジビル40 2F
- 株式会社インフォコレクション

代表取締役:樺澤大輔、所在地:東京都渋谷区桜丘町15-14 フジビル40 6F